# Cavitas glenoidalis

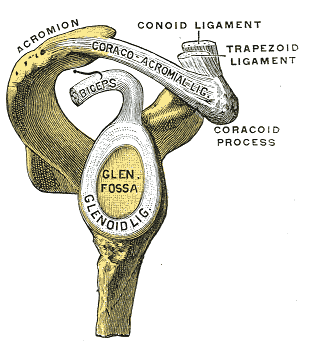
A lapocka oldalról szalagokkal ábrázolva (Glenoid fossa néven van ábrázolva)

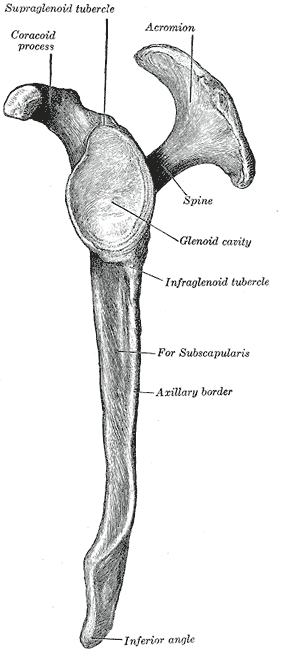
A lapocka oldalról csupaszon ábrázolva (Glenoid cavity néven van ábrázolva)

A cavitas glenoidalis egy mélyedés a lapocka (scapula) angulus lateralis scapulae részén és a felkarcsont (humerus) fejével ízesül. A mélyedés alsó része durvább a felsőnél és vertikálisan rendelkezik a legnagyobb átmérővel. A felszíne porccal van borítva. A szélét körbefutja a labrum glenoidale.